# Nakamura Seiji (Physiker)

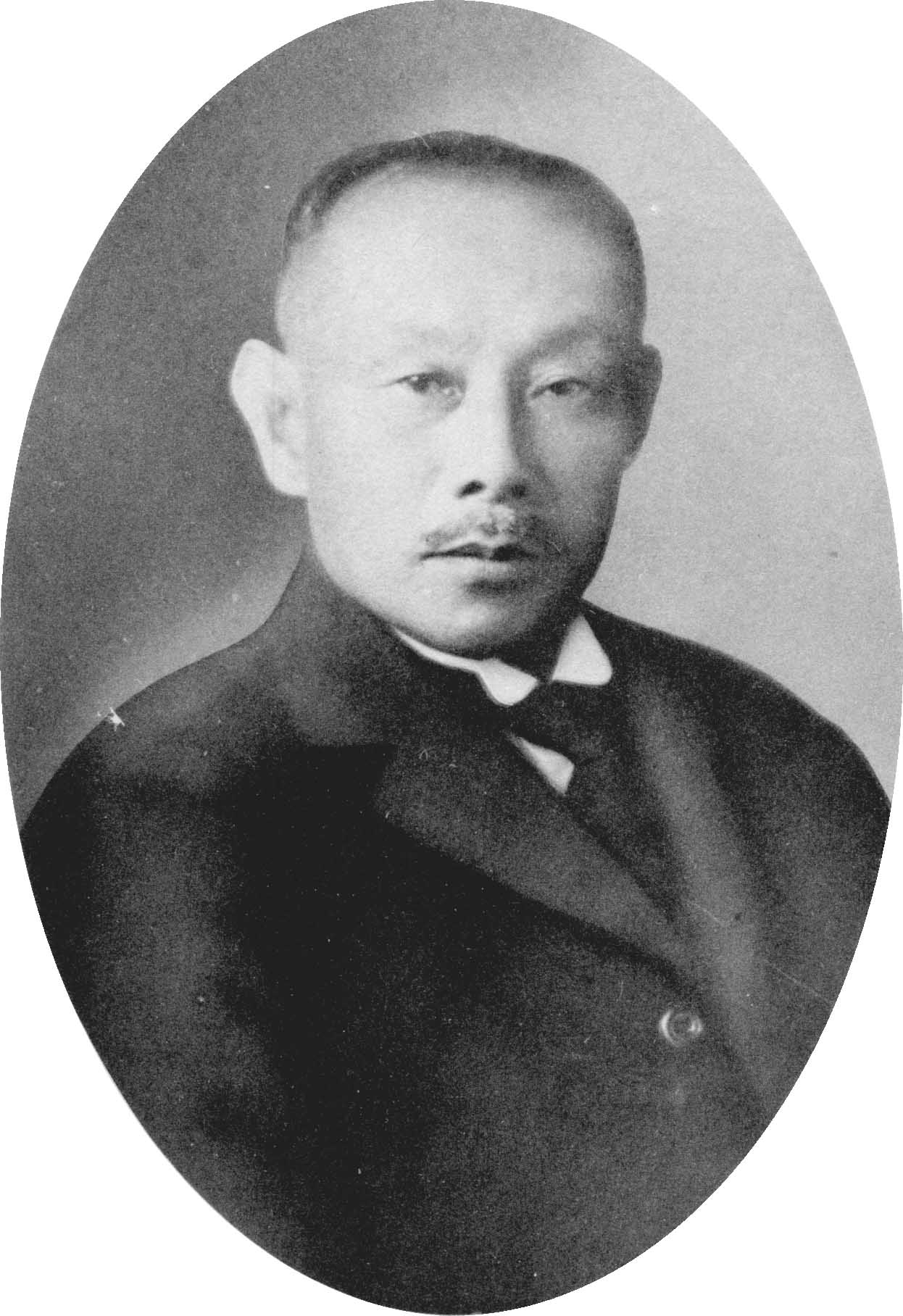
Nakamura Seiji

Nakamura Seiji (japanisch 中村 清二; geboren 28. Oktober 1869 in Sabae (Präfektur Fukui); gestorben 18. Juli 1960) war ein japanischer Physiker.

## Leben und Wirken
Nakamura Seiji machte 1892 seinen Abschluss im Fach Naturwissenschaften an der Universität Tokio. 1900 wurde er Assistenzprofessor an seiner Alma Mater. Von 1903 bis 1906 hielt er sich zur Weiterbildung in Deutschland und Frankreich auf. Er beschäftigte sich mit der Kristallographie, wurde 1911 Professor. 1930 wurde er als Meiyo Kyōju verabschiedet.
1912 publizierte Nakamura seine Forschungsergebnisse zur Spannungsoptik unter dem Titel „Henkō o mochiite hizumi o ken suru sōchi“ (偏光を用いてひずみを験する装置) – „Ein Gerät, das Belastungen mit polarisiertem Licht testet“. Weiter befasste er sich mit den Grundlagen der fernöstliche Musik, mit Flüssigkeitsdiffusion, mit den statischen Schwingungen von Seen und Sümpfen, den „Seiches“. Er stellte Forschungen zum Vulkan Mihara an, zum Schall-reflektierenden Drachengemälde in einem Tempelgebäude des Nikkō Tōshō-gū, führte wissenschaftliche Forschungen zu alten Kulturgütern des Tempels Hōryū-ji durch, beschäftigte sich mit den „Shiranui“ (不知火), Geisterlichtern über dem Meer von Kyūshū, mit den „magischen Spiegeln“.
Als zwei Universitätsprofessoren die Hellsichtigkeit einer Frau aus Marugame auf Shikoku untersuchten, bestätigten und 1910 einen Bericht mit dem Titel „Senrigan jiken“ (千里眼事件) – „Das Vorkommen einer Hellsichtigkeit“ publizierten, kritisierte Nakamura den Bericht wegen der unwissenschaftlichen Arbeitsweise aufs Schärfste.
Nakamura trug zum Wiederaufbauplan nach dem Großen Kantō-Erdbeben 1923 im Jahr 1918 bei. Er war Mitglied des Ausschusses zum Projekt „Geschichte der japanischen Wissenschaft vor der Meiji-Zeit“ (明治前日本科学史) der Akademie der Wissenschaften. 1953 wurde Nakamura als Person mit besonderen kulturellen Verdiensten geehrt.
Zu Nakamuras Büchern gehören
- „Butsurigaku jikkenhō“ (物理学実験法) – „Experimentelle Methoden in der Physik“,
- „Nakamura butsurigaku“ (中村物理学) – „Nakamuras Physik“
- „Taiken no butsurigaku“ (体験の物理学) – „Physik als Erfahrung“
- „Shizen to sūri“ (自然と数理) – „Natur und mathematisches Gesetz“
- „Tanakadate Aikitsu sensei“ (田中館愛橘先生) – „Professor Tanakadate Aikitsu“ und
- „Bakumatsu Meiji no kakureru kagakusha Matsumori Taneysu den“(幕末明治の隠れたる科学者松森胤保伝) – „Bericht zum Wissenschaftler Matsumori Taneyasu, der in der Bakumatsu- und Meiji-Zeit nicht zum Zuge gekommen ist“.